# 암흑의 영혼
암흑의 영혼(Anime nere, Black Souls)은 프랑스에서 제작된 프란체스코 문지 감독의 2014년 드라마 영화이다. 마르코 레오나르디 등이 주연으로 출연하였다.

## 출연

### 주연
- 마르코 레오나르디
- 바보라 보부로바

### 조연
- 오로라 쿠아트로치
- 카를로스 바르뎀